# OpenSea
OpenSea — торговая площадка для невзаимозаменяемых токенов. Она была основана 20 декабря 2017 года Девином Финзером и Алексом Аталлахом в Нью-Йорке.

## Описание
Пользователи могут создавать NFT на OpenSea и предлагать или покупать их для прямой покупки или аукциона. OpenSea основан на стандарте Ethereum ERC 721. Крипто-кошелек, такой как MetaMask или Coinbase Wallet необходим. В будущем планируется торговля NFT без «платы за газ» и переход на блокчейн FLOW.

## Доход
OpenSea привлекла венчурный капитал в размере 2,1 миллиона долларов (в том числе от Animoca Brands) в ноябре 2019 года. В марте 2021 года площадка заработала 23 миллиона. В июле 2021 OpenSea объявили об инвестициях в размере 100 миллионов долларов при оценке a16z в 1,5 миллиарда долларов.
В феврале 2021 года выручка составила 95 миллионов долларов, в марте — 147 миллионов долларов, а в сентябре — 2,75 миллиарда долларов.
В январе 2022 года площадка привлекла 300 миллионов долларов нового венчурного капитала, оценив его в 13,3 миллиарда долларов. В том же месяце OpenSea приобрела производителя кошельков Dharma Labs.